# 多项式变换
数学上的多项式变换是指針對一多项式，計算另一個多项式，使其根是原多项式各根的函数。像契爾恩豪森轉換即為多项式变换，常用在代数方程求解過程中的化简。

## 舉例

### 根的平移
设有多项式
{\displaystyle P(x)=a_{0}x^{n}+a_{1}x^{n-1}+\cdots +a_{n}}
且
{\displaystyle \alpha _{1},\ldots ,\alpha _{n}}
是其复数根（不必互异）。
对于任意常数c ，以
{\displaystyle \alpha _{1}+c,\ldots ,\alpha _{n}+c}
为根的多项式是
{\displaystyle Q(y)=P(y-c)=a_{0}(y-c)^{n}+a_{1}(y-c)^{n-1}+\cdots +a_{n}.}
如果P的系数为整数，且常数{\displaystyle c={\frac {p}{q}}}是有理数，那么Q系数可能不是整数，而多项式cn Q仍具有整数系数，并且与Q同根。
特别，若{\displaystyle {\displaystyle c={\frac {a_{1}}{na_{0}}}}}，得到的多项式Q会缺少{\displaystyle y^{n-1}}项。

### 根的倒数
设有多项式
{\displaystyle P(x)=a_{0}x^{n}+a_{1}x^{n-1}+\cdots +a_{n}}
以P之根倒数为根的多项式是P的倒数多项式：
{\displaystyle Q(y)=y^{n}P\left({\frac {1}{y}}\right)=a_{n}y^{n}+a_{n-1}y^{n-1}+\cdots +a_{0}.}

### 根的缩放
设有多项式
{\displaystyle P(x)=a_{0}x^{n}+a_{1}x^{n-1}+\cdots +a_{n}}
且c为非零常数。以P之根乘以c的积为根的多项式是
{\displaystyle Q(y)=c^{n}P\left({\frac {y}{c}}\right)=a_{0}y^{n}+a_{1}cy^{n-1}+\cdots +a_{n}c^{n}.}
这里出现了因子{\displaystyle c^{n}}，是因为如果c与P的系数都属于整数或者某个整环，那么Q的系数也會有相同的特性。
特别地，如果{\displaystyle c=a_{0}}，那么Q的所有系数就都是c的倍数，而Q/c是一个首一多项式，其系数属于任何同时包含了c与P的各系数的整环。这个多项式变换常常可以用来把化简代数数的问题化约成代数整数的问题。
把此变换与把根平移{\displaystyle {\frac {a_{1}}{na_{0}}}}的变换组合起来，可以化约任何关于多项式的根的问题，比如把求根化简为对于更简单的首一且不含n-1次方项的多项式的类似问题。

## 通过有理函数的变换
前面的所有例子都是通过有理函数进行的多项式变换，这也称为契爾恩豪森轉換。设有有理函数
{\displaystyle f(x)={\frac {g(x)}{h(x)}}}
其中g和h是互质的多项式。多项式Q的根是P的根在f作用下的像，则称多项式P在f作用下的多项式变换是多项式Q（最多可以相差一个非零常数）。
这样的多项式变换可以按結式计算。要求多项式Q，只须求复数y，使得存在复数x同时满足（如果P，g和h的系数不是实数或者不是复数，那么这里的“复数”要替换成“含有输入的各多项式之系数的代數閉域中的元素”）
{\displaystyle {\begin{aligned}P(x)&=0\\y\,h(x)-g(x)&=0\,.\end{aligned}}}
这正是下列结式的定义：
{\displaystyle \operatorname {Res} _{x}(y\,h(x)-g(x),P(x)).}
这通常很难手动计算。不过大多数計算機代數系統都有内置函数来计算结式。

### 性质
若多项式P不可约，那么得到的多项式Q的结果要么不可约，要么是不可约多项式的幂。设{\displaystyle \alpha }是P的根，且{\displaystyle \alpha }生成了域扩张L；那么，前一种情况就意味着{\displaystyle f(\alpha )}是L的本原元，而Q是L的最小多项式；而在后一种情况下， {\displaystyle f(\alpha )}属于L的一个子域，而它的最小多项式是以Q为幂的不可约多项式。

## 用于求解方程的变换
有些情形下，多项式变换可以用根式简化多项式的求解。笛卡尔对d阶多项式引入变换，用根的平移消除d-1阶项。这样操作后的多项式称为压缩多项式（depressed polynomial）。对于用平方根解二次式，这已经足够了。在立方式的情况下，契爾恩豪森轉換要用二次函数替换原来的自变量，从而消除其中两项，进而可以消除线性项，得到一个压缩的立方式，从而可以用平方根和立方根的组合给出原立方式的解。而在Bring-Jerrard变换的变换函数是四次的，可以把五次项变成Bring-Jerrard标准形式（布靈根式），只含有5次、1次和0次项。